# Pomada

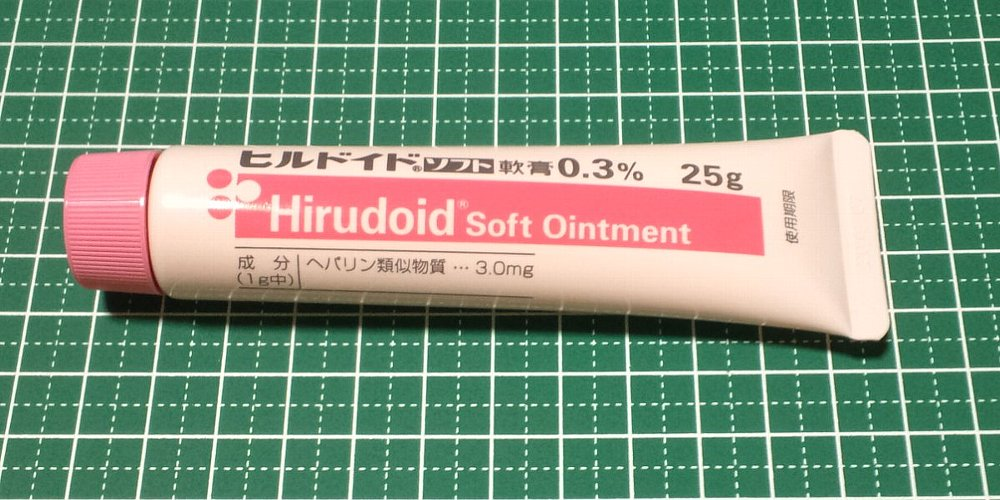
Exemplo de uma pomada japonesa.

As pomadas são preparações farmacêuticas estáveis, semissólidas, de consistência mole, destinadas ao uso externo, constituídas por um ou mais substâncias activos e por excipientes monofásicos com características lipofílicas ou hidrofílicas. As pomadas devem ser plásticas e termorreversíveis, ou seja, passarem pela pele através de massagem e, com o aumento da temperatura, ficarem menos viscosas, permitindo, ao princípio ativo, atingir o local pretendido.

## Classificação
Quanto à sua ação, de acordo com o grau de penetração e o excipiente utilizado, são classificadas em:
- Epidérmicas - agem superficialmente na pele e os excipientes usados são a vaselina e o óleo mineral;
- Endodérmicas - agem mais profundamente e o excipiente é o óleo vegetal;
- Hipodérmicas - são absorvidas e podem desencadear um efeito sistémico; o excipiente é a lanolina.

Quanto ao excipiente usado:
- Pomada hidrófobas - absorvem apenas pequenas quantidades de água;
- Pomadas absorventes de água - absorvem quantidades apreciáveis de água, podendo ser utilizados agentes emulsivos água/óleo ou óleo/água;
- Pomadas hidrólas - miscíveis com a água e são, habitualmente, utilizados como excipientes misturas de macrogóis.